# ČT3
A ČT3 (vagy Česká televize 3; magyarul: CsT3 vagy Cseh Televízió 3) harmadik cseh televíziós csatorna, amelyet a Česká televize (ČT) birtokol és üzemeltet. A csatorna 2020. március 23-án kezdett el közvetíteni. Tematikailag hasonlít a magyar M3-hoz-hoz.
A csatorna elérhető a földi DVB-T szabványban SD-ben, DVB-T2 szabványban HD-ben és SD-ben, valamint műholdas sugárzásban SD felbontásban.